# Incidente del Sud Aviation Caravelle di Aerovías del 1986
L'incidente di Aerovías in Guatemala del 1986 si verificò il 18 gennaio 1986 e coinvolse un Sud Aviation SE-210 Caravelle III che precipitò su una collina in avvicinamento all'aeroporto di Santa Elena, Flores, in Guatemala, dopo un breve volo dall'aeroporto Internazionale La Aurora di Città del Guatemala. Tutti i 93 passeggeri e membri dell'equipaggio a bordo persero la vita, rendendolo il peggior disastro aereo nella storia del Guatemala.

## L'aereo
Il velivolo coinvolto era un Sud Aviation SE-210 Caravelle III costruito nel 1960. Venne acquisito da Alitalia nel giugno dello stesso anno e immatricolato I-DAXI; era stato poi convertito in una serie VI N nel 1962. La SAETA l'acquistò nel 1975 per poi noleggiarlo ad Aerovías nel 1985 in risposta al crescente numero di turisti in visita in Guatemala.

## L'incidente
Questo volo di 40 minuti stava trasportando dei turisti guatemaltechi e stranieri da Città del Guatemala all'aeroporto di Santa Elena di Flores, a circa 270 chilometri a nord-est di Città del Guatemala. Flores era un punto di sosta comune per le visite all'antica città Maya di Tikal. L'aereo decollò sabato mattina alle 07:25 ora locale dall'aeroporto Internazionale La Aurora di Città del Guatemala con a bordo 87 passeggeri e 6 membri dell'equipaggio. Dopo circa 30 minuti, l'aereo ricevette l'autorizzazione ad atterrare all'aeroporto di Santa Elena. Tuttavia, i piloti si resero conto di essere troppo alti per il primo avvicinamento e l'aereo oltrepassò la pista. Al secondo avvicinamento, il Caravelle si schiantò e prese fuoco a circa 8 km dall'aeroporto. L'ultimo contatto della torre di controllo con l'equipaggio era avvenuto alle 07:58, 33 minuti dall'inizio del volo di 40 minuti, senza segnalazioni di anomalie. Nell'incidente morirono tutte le 93 persone a bordo. L'aereo venne completamente distrutto nell'incidente.

## Le cause
L'indagine condotta sull'incidente non fu in grado di determinare la causa esatta del disastro. La bassa base delle nubi potrebbe aver causato la perdita di orientamento dei piloti e il conseguente impatto sulla collina.

## Passeggeri noti
A bordo erano presenti anche l'ex ministro degli Esteri venezuelano, Arístides Calvani, sua moglie e le due figlie.